# Nyugati-Bug
A Bug (ukránul Західний Буг [Zahidnij Buh], oroszul Западный Буг [Zapadnij Bug], belaruszul Заходні Буг [Zahodnyi Buh]) folyó Ukrajnában, Fehéroroszországban és Lengyelországban, a Narew bal oldali mellékfolyója.
Ukrajnában ered Zolocsev város közelében, Lvivtől 70 km-re keletre. Hosszan határfolyó Ukrajna és Lengyelország, valamint Fehéroroszország és Lengyelország között. Serocknál ömlik a Narewbe (tulajdonképpen egy mesterséges tóba). Hossza 772 km, ebből 587 km esik Lengyelországra. Vízgyűjtő területe 39 420 km².
Nyugati Bugnak is szokták nevezni, hogy megkülönböztessék a Déli-Bugtól, főleg az ukránok, mivel a két folyó közötti legkisebb távolság csupán 120 km. Mellékfolyói a Włodawka, Pełtew és a Uherka.
A Pripjaty folyón és egy csatornán keresztül össze van kötve a Dnyeperrel Breszt és Csernobil között. 
Ukrajna hét (természeti) csodája közé szokták sorolni a Bug gránit sztyeppéi tájparkot.
Fontosabb városok a Bug mentén: Wyszków, Breszt, Hrubieszów,   Włodawa.
Más szempontból is határfolyó, a nyugati és keleti kereszténység határfolyója is.